# Artena
Artena est une commune italienne située dans la ville métropolitaine de Rome Capitale, dans la région du Latium, dans la partie centrale du pays. Lors du recensement de 2019, elle compte 14 033 habitants. Son nom est Montefortino du XIIe siècle jusqu'en 1873.

## Histoire
Le site de fouilles aujourd'hui nommé Piano della Civita s'élève à la pointe septentrionale des monts Lépins, sur un plateau qui culmine à plus de 631 mètres d'altitude et bénéficie d'un très large panorama. Cela représente dans l'Antiquité une position stratégique importante, aux confins des anciens territoires latin, èque et volsques, permettant notamment de contrôler la vallée du Sacco (le Trerus antique), principale voie de communication entre Rome et la Campanie.
La cité s'étend sur 30 hectares et est entourée d'une enceinte de 2,5 kilomètres. L'angle nord-est du plateau est occupé par une vaste butte rocheuse, à laquelle s'adosse à mi-pente une terrasse artificielle soutenue par un robuste mur en appareil polygonal. Une chaussée, repérable sur 275 mètres, avec largeur maximale de 8,5 mètres, monte vers la grande terrasse.
L'apport du site est d'ordre urbanistique et architectural, la fouille ayant dégagé un habitat urbain des IVe et IIIe siècles av. J.-C., dégageant les fondations et soubassements d'une dizaine d'édifices domestiques, pourvus de citernes. Le site est exploité par des archéologues belges depuis 1978.

## Géographie

### Localisation

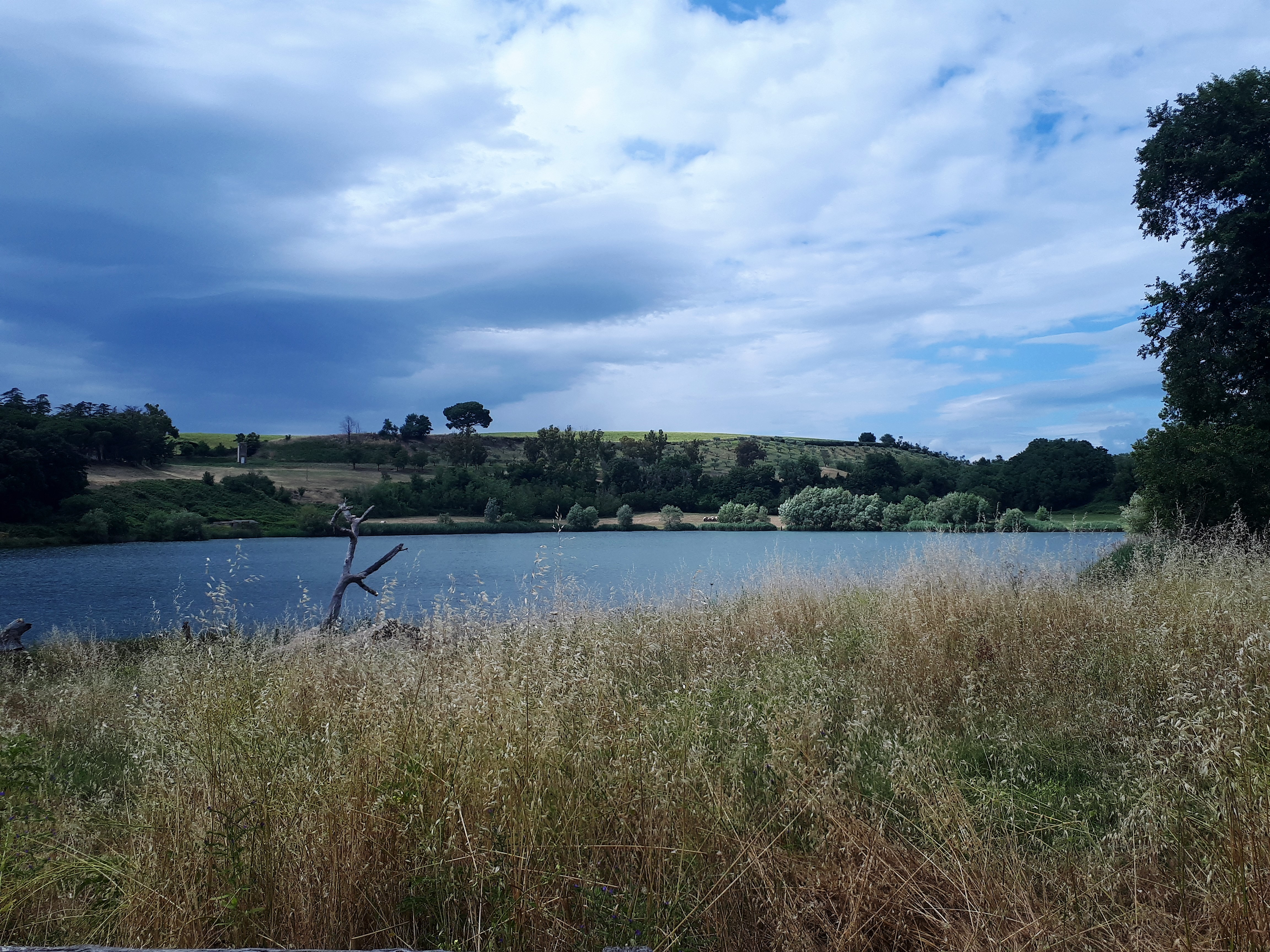
Lac de Giulianello.

Artena se trouve au sud-est de Rome. Ses communes limitrophes sont Cisterna di Latina, Colleferro, Cori, Lariano, Palestrina, Rocca di Papa, Rocca Massima, Rocca Priora, Segni, Valmontone et Velletri.
Le lac de Giulianello, bien que géographiquement proche du centre de la commune de Cori, est administrativement rattaché à Artena.

### Transports
La commune est desservie par l'autoroute A1, reliant Milan et Naples.

## Économie
L'économie de la commune repose principalement sur l'agriculture et l'élevage.

## Administration
| Période                                  | Période        | Identité             | Étiquette     | Qualité            |
| ---------------------------------------- | -------------- | -------------------- | ------------- | ------------------ |
| 31 mars 1992                             | 4 avril 2005   | Erminio Latini       | Liste civique |                    |
| 5 avril 2005                             | 31 mars 2010   | Maria Luisa Pecorari | Liste civique |                    |
| 31 mars 2010                             | 6 octobre 2013 | Mario Petrichella    | Liste civique |                    |
| 28 octobre 2013                          | 25 mai 2014    | Nicola Di Matteo     |               | Commissaire préfet |
| 25 mai 2014                              | En fonction    | Felicetto Angelini   | Liste civique |                    |
| Les données manquantes sont à compléter. |                |                      |               |                    |

## Jumelages
Artena est jumelée à la commune espagnole de Alcalá del Río.

### Personnalités liées à la commune
- Pietro Acciarito
- Scipione Caffarelli-Borghese